# Josefina Vidal
Josefina Vidal   (Barcelona, segle XX) és una intèrpret i periodista d'origen català. Va llicenciar-se com a periodista i posteriorment va emigrar a Los Angeles, on treballà al diari en castellà La Opinión. Llicenciada en llengua espanyola a la Universitat de California State Northridge, es destacà pel catalanisme militant i la promoció de la cultura catalana.
Ha guanyat diversos premis atorgats per la Woman for Latino Resource Organization (1986), la American Heart Association (1987) i la Sociedad Interamericana de Prensa (1988).